# Fatih Alasalvaroglu

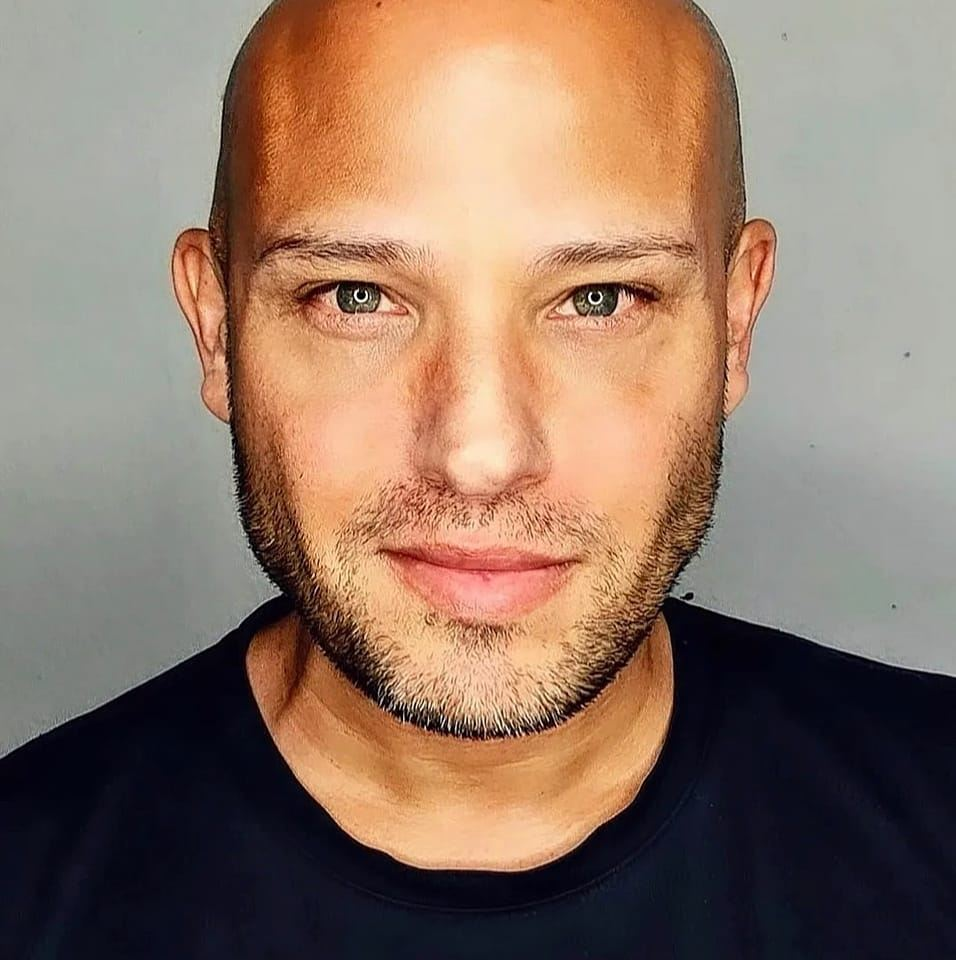
Fatih Alasalvaroglu

Fatih Alasalvaroglu (* 1976 in Hanau) ist ein deutscher Künstler und Schauspieler. Als Schauspieler trat er auch unter dem Namen Fatih Alas auf. Er spielte in mehreren Kino- und Fernsehfilmen, darunter Zwischen den Sternen und Fremder Freund.

## Leben und Karriere

### Anfänge und Schauspielerei
Alasalvaroglu wuchs in Hanau als Kind türkischer Eltern auf. Nach dem Abitur zog er nach Berlin, wo er unter anderem von der Schauspieleragentur Foreign Faces von Tayfun Bademsoy vertreten wurde. Ende der 1990er-Jahre erhielt er erste Rollen beim Fernsehen.
Unter dem Pseudonym Fatih Alas spielte er in mehreren Kino- und Fernsehproduktionen. 2002 übernahm er die männliche Hauptrolle in dem Kinofilm Zwischen den Sternen von Seyhan Derin über die Beziehung zwischen einer Deutschtürkin und einem Türken. Im selben Jahr war er in dem Fernsehfilm Voll korrekte Jungs von Rolf Silber als Hauptdarsteller in der Rolle des Burhan zu sehen. In der ZDF/Arte-Produktion Mit dem Rücken zur Wand von Thorsten Näter hatte er eine Nebenrolle als bester Freund der Hauptfigur. Der Film gewann 2002 den Hamburger Fernsehpreis und war 2003 für den Deutschen Fernsehpreis in vier Kategorien nominiert. 2003 spielte er die Rolle des drogenabhängigen Raid in Fremder Freund von Elmar Fischer, einem vom ZDF koproduzierten Kinofilm, der mit mehreren Filmpreisen wie dem First Steps Award ausgezeichnet wurde.
Von 2005 bis 2012 spielte Alasalvaroglu in der ARD-Serie Der Dicke (später Die Kanzlei) neben Dieter Pfaff in fünf Folgen die Rolle des Davut Ülküm, dem Bruder der Serienhauptfigur Yasmin Ülküm (gespielt von Sophie Dal). Daneben übernahm er Haupt- und Nebenrollen in Episoden von diversen TV-Serien, darunter Alarm für Cobra 11 – Die Autobahnpolizei, Alphateam, Ein Fall für zwei, HeliCops und Wolffs Revier.

### Modelabel „UrBerlin“
Parallel zur Schauspielerei studierte Alasalvaroglu Gesellschafts- und Wirtschaftskommunikation an der Universität der Künste Berlin und schloss 2009 das Studium mit einem Diplom als Kommunikationswirt ab. 2010 gründete er das Modelabel UrBerlin, das Streetwear mit Motiven der Berliner Straßenkunst verkaufte. Der Name „UrBerlin“ (Logo: URBN als Wortspiel für „You Are Berlin“) sollte die Originalität der Metropole und deren urbane Kunst widerspiegeln.

### Arbeit als freischaffender Künstler
Inzwischen ist Alasalvaroglu als freischaffender Künstler national und international tätig. Ein Merkmal seiner Werke sind charakteristische Linienführungen, wobei Linien ihm als die „unsichtbaren, spannenden Grenzen zwischen verschiedenen Objekten“ dienen. Als „Einstrichkunst“ bezeichnet er seine Zeichnungen, die er mit einer einzigen, durchgehenden Linie erschafft. Ein wiederkehrendes Motiv in seinem Werk sind erotische Zeichnungen und Gemälde.
2015 führte Alasalvaroglu das Kunstprojekt „365“ durch, in dessen Rahmen er ein Jahr lang täglich ein Kunstwerk schuf. Die Werke wurden zum Jahresende 2015 im Art Stalker Berlin ausgestellt. 2017 fand eine weitere Ausstellung von Alasalvaroglus Werke in Berlin statt. Während der COVID-19-Pandemie war er einer der Initiatoren der im November 2020 gestarteten Aktion „Lockdown? Love Up!“, bei der er für sieben Tage im Schaufenster eines geschlossenen Berliner Kaffeehauses malte. Nach ihm setzten weitere Künstler die Aktion fort. Ziel war es, trotz Lockdowns Kunst im öffentlichen Raum sichtbar zu machen.
Im Jahr 2025 betreibt Alasalvaroglu das Kunstprojekt „2525“ („Twenty-Five Twenty-Five“ bzw. „Two Hands Five Fingers“). Das Vorhaben soll den Lebenszyklus in 25 Phasen durch 25 Kunstwerke zeigen, die über einen Zeitraum von 52 Wochen bzw. circa einem Jahr geschaffen werden. Dabei kombiniert er seine Zeichnungen und Gemälde mit Objekten, Videoclips und eigenen Texten.

## Filmografie

### Filme
- 2000: Der Ausbruch (Kurzfilm)
- 2000: Tamigotcha (Kurzfilm)
- 2000: Horn’Dogs
- 2002: Zwischen den Sternen
- 2002: Mit dem Rücken zur Wand (Fernsehfilm)
- 2002: Voll korrekte Jungs (Fernsehfilm)
- 2003: Ein bisschen April (Fernsehfilm)
- 2003: Fremder Freund
- 2005: Die unlösbaren Fälle des Herrn Sand (Fernsehfilm)
- 2011: Killing Chris (Kurzfilm)

### Fernsehserien
- 1998: Medicopter 117 – Jedes Leben zählt (Episode 1x03)
- 1998: Alarm für Cobra 11 – Die Autobahnpolizei (Episode 2x20)
- 2000: HeliCops – Einsatz über Berlin (Episode 2x02)
- 2000: Alphateam – Die Lebensretter im OP (Episode 5x10)
- 2000: Auf eigene Gefahr (Episode 3x08)
- 2000: Wolffs Revier (Episode 9x10)
- 2001: Dr. Sommerfeld – Neues vom Bülowbogen (Fernsehserie, Episode 4x08)
- 2002: Für alle Fälle Stefanie (Fernsehserie, Episode 7x25)
- 2003–2008: Ein Fall für zwei (3 Episoden)
- 2004: Mein Leben & Ich (Episode 3x08)
- 2004: Großstadtrevier (Episode 18x11)
- 2005–2012: Der Dicke (5 Episoden)
- 2006: Abschnitt 40 (Episode 4x05)